# Обратный кол

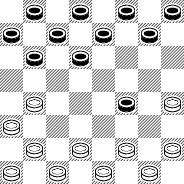
Табия дебюта Обратный кол

Обратный кол — дебют в русских шашках. В этом дебюте коловую шашку ставят черные, а не белые, как в дебюте «Кол». Табия дебюта возникает после ходов 1. cb4 fe5 /fg5 2. gh4 ef4/gf4 3. e: g5 h: f4
Автор учебного пособия по дебюту Ряэк П. М. пишет, что «в основном это начало имеет очень много общего с началом „кол“. Для черных также главной задачей является закрепление коловой шашки f4 и разъединение белых шашек по флангам. Однако наличие одного лишнего темпа у белых значительно отличает „обратный кол“ от „кола“ и несколько облегчает защиту белых. Начало это встречается, как показала практика ответственных соревнований, значительно реже».
4. bа5 bс5 (Ход, который долгие годы считался сильнейшим не обеспечивает перевеса чёрным.) 5. bc3 cb4 (Традиционный размен. 5… ef6 6.cb4 gh6 7. fg3. 5… gf6.) 6. a: c5 d: b4 7. fe3 (7. fg3.) Атака с поля е3 ведет к быстрым упрощениям. 7… gh6 8. e: g5 h: f4 9. gf2 hg7 10. fe3 gh6 11.e: g5 h: f4 12. ef2 fg7 13. fe3 gh6 14. e: g5 h: f4 15. cd4 ba3 16. de3 f: d2 17. c: e3 ef6 18, ef4 cb6 19. a: c7 b: d6.
В дебюте «двойной кол» черные тоже ставят кол (коловую шашку) на f4, но обоюдно с белыми.

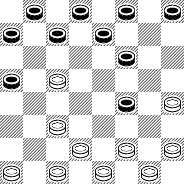
Табия дебюта двойной кол

Системы, где чёрные отказываются от установки коловой шашки и перехода в дебют «обратный кол», называют отказанный обратный кол.